# 王昔剌
王 昔剌（おう シラ、? - 1279年）は、モンゴル帝国（大元ウルス）に仕えた漢人将軍の一人。保定路の出身。
名前はモンゴル帝国第5代皇帝クビライ・カアンに仕えてシラ・バアトル（昔剌抜都）（lang-mn|Šira Baγatur）という称号を授けられたことに由来する。

## 生涯
王昔剌はクビライに仕えて勇略あることで知られたことから、シラ・バアトル（昔剌抜都）という称号を与えられた人物であった。第4代皇帝モンケ・カアンの治世中には釣魚山の戦いに加わり、また帝位継承戦争でも活躍したことから、武衛親軍千戸の地位を授けられている。
1262年（中統3年）には李璮の乱鎮圧戦に功績があり、1263年（中統4年）春には元帥アジュの命を受けて河南の宿州に駐屯することになった。1269年（至元6年）には虎符を下賜されて海州万戸に昇格となり、塩林山寨攻めで多くの捕虜を得る勝利を収めた。1273年（至元10年）には東川行枢密院同僉に任命され、1278年（至元15年）には夔州の征服に功績があった。1279年（至元16年）には万州に移ったが、まもなく軍中で死去した。
王宏と王寧という息子がおり、王寧はシリギの乱討伐に加わってベクレミシュとともにオイラト軍を討ったとの記録がある。